# À mon père
 (avril 2011).
Si vous disposez d'ouvrages ou d'articles de référence ou si vous connaissez des sites web de qualité traitant du thème abordé ici, merci de compléter l'article en donnant les références utiles à sa vérifiabilité et en les liant à la section « Notes et références ».
Albums de Renée Martel
Country
(1998) Un amour qui ne veut pas mourir
(2006)
À mon père est le dix-septième album studio de la chanteuse de country québécoise Renée Martel, sorti en 1999.

## Conception de l'album
Quand Renée Martel apprend le décès de son père, Marcel Martel, elle décide d'enregistrer certaines pièces de son répertoire. Elle reçoit le feu vert par André Di Cesare de la compagnie Disques Star aux derniers mois de 1998. Avant sa mort, alors qu'elle est toujours en studio, elle chante avec son père une chanson originale : Nous on Aime La Musique Country et Pour toi, Renée.

## Liste des titres
1. Simple passager
2. Un coin du ciel
3. La belle Gaspésie
4. Cruauté d'un songe
5. L'hiver a chassé l'hirondelle
6. Nous on aime la musique country
7. La chaîne de nos cœurs
8. Mon cœur est comme un train
9. Bonsoir, mon amour
10. L'automne et toi
11. Infâme destin
12. Ton cœur est froid
13. Pour toi, Renée (avec Marcel Martel)

## Personnel
- Chant : Renée Martel
- Guitares : Donald Meunier, Jeff Smallwood, Jean-Guy Grenier
- Piano, orgue et accordéon : Marc Beaulieu
- Pedal steel guitar : Jean-Guy Grenier
- Contrebasses : Jean Pellerin, Michel Donato
- Banjo : Jean-Guy Grenier
- Basse électrique : Jacques Roy
- Harmonica : Guy Bélanger, Kayle Emino
- Chœurs : Dominique Faure, Catherine Léveillé, Kayle Emino, Tony Doyle

## Crédits
- Arrangements et réalisation : Marc Beaulieu et Jeff Smallwood
- Techniciens de son : Michael Néron, Michael Delaney et Mario Sauriol
- Techniciens de mixage : Michael Néron et Michael Delaney
- Assistant pour Michael Néron : Paul Labelle
- Enregistré et mixé au Studio Star
- Gravé par Jean-François Chicoine au Studio SNB, Montréal
- Producteur : André Di Cesare
- Réalisation graphique : TRUCS Design
- Photos tirées des archives de la famille Martel
- Notes d'accompagnement : Renée Martel
- (P) 1999 3395952 Canada inc.